# Basalmembranartige Matrix
Eine basalmembranartige Matrix (englisch basement membrane-like matrix) ist eine komplexe Mischung von Biomolekülen, die in der 3D-Zellkultur und beim Tissue Engineering als Wachstumsgrundlage (Matrix, Zellsubstrat) verwendet wird. Markennamen für basalmembranartige Matrices sind z. B. Matrigel, BME, EHS matrix.

## Eigenschaften
Basalmembranartige Matrices haben strukturelle, mechanische und funktionelle Ähnlichkeiten mit der Basalmembran von tierischem Gewebe. Die Basalmembran ist eine spezialisierte Form einer extrazellulären Matrix (EZM), die in verschiedenen Geweben des Körpers zu finden ist.
Eine kommerziell erhältliche Art der basalmembranartigen Matrix wird aus dem Engelbreth-Holm-Swarm-(EHS-)Sarkom aus Mäusen gewonnen. Sie enthält unter anderem Laminin, Entactin, Kollagen und Heparansulfat-Proteoglykane. Die basalmembranartige Matrix von EHS-Zellen bildet bei 37 °C ein Hydrogel aus, während es bei 4 °C flüssig ist. Im Vergleich zu Polylysin-beschichteten Zellkulturflaschen erzeugt Matrigel eine veränderte dreidimensionale Zellverbandstruktur.
Andere basalmembranartige Matrices sind Hydrogele aus natürlichen und/oder synthetischen Polymeren. Diese Hydrogele können mit verschiedenen EZM-Bestandteilen beliebig komplex kombiniert werden.
In der Zellkultur von Stammzellen können teilweise Fütterzellen durch eine basalmembranartige Matrix ersetzt werden. Basalmembranartige Matrices werden in der onkologischen Forschung bei der Etablierung von Tumormodellen den zu injizierenden Tumorzellen beigemischt. Ebenso wird sie bei der Erzeugung von Organoiden verwendet.